# Maurizio Stecca
Maurizio Stecca (Santarcangelo di Romagna, 9 marzo 1963) è un ex pugile italiano, campione olimpico nel 1984; campione del mondo WBO dei pesi piuma dal 28 gennaio 1989 all'11 novembre 1989 e dal 26 gennaio 1991 al 16 maggio 1992; campione europeo e campione italiano. È fratello di Loris Stecca, già campione mondiale WBA.

## La carriera

### Gli inizi
Comincia a praticare pugilato nel gennaio 1978 presso la Polisportiva Libertas Rimini. La sua struttura fisica non fa intravedere un futuro campione ma Elio Ghelfi, il suo maestro, ha subito fiducia in lui.
Comincia ben presto a vincere incontri importanti: il primo fu il campionato regionale novizi il 14 aprile 1978; di seguito divenne prima campione interregionale e, qualche mese più tardi, campione italiano a soli quindici anni nella categoria minimosca battendo Strizzi sul ring di Termoli. Chiude l'annata con sette incontri disputati di cui sei vinti e decide di passare al dilettantismo.

### Dilettante e campione olimpico
Dopo una serie di vittorie, Stecca si impone il 1º dicembre 1979 contro La Serra e diviene campione italiano dilettanti nei pesi gallo. Si conferma al titolo italiano  il 15 novembre 1980 a Terracina contro Giuseppe Contu.
Nel 1982 vince svariati torneiː il campionato europeo juniores (12 settembre 1982 contro il sovietico Oleg Kulagin), il mondiale militare (10 dicembre 1982 ad Algeri contro Anabahi) e, il 22 ottobre 1983 a Roma, la Coppa del Mondo contro il thailandese Sanguo Teraporn.
Nel 1984, all'età di 21 anni, partecipa ai Giochi Olimpici disputati a Los Angeles. Disputa il primo incontro del torneo olimpico contro l'irlandese Philippe Sutcliffe e lo vince. L'avversario successivo è l'atleta dello Zambia Star Zulu e, dopo averlo sconfitto, trova sulla sua strada il colombiano Robinson Pitalua nei quarti di finale: anche questo pugile fa la medesima fine dei due precedenti. A questo punto, raggiunta la semi finale, Stecca ha il bronzo assicurato. Fra lui e la finalissima un avversario decisamente molto temibile: il dominicano Pedro Nolasco da tutti il super favorito per l'oro. Maurizio disputa un incontro memorabile e il verdetto finale di 5 a 0 in suo favore lo lancia verso quello che, fino a questo momento, sarebbe stato l'incontro più importante della sua carriera.
In finale, disputata il 12 agosto, lo attende il forte messicano Héctor López. Anche per questo pugile, però, non c'è nulla da fare: il verdetto finale dei giudici è di 4 a 1 e Maurizio Stecca si aggiudica la medaglia d'oro olimpica.

### Il professionismo
Dopo le Olimpiadi, Stecca passa professionista combattendo nella categoria dei pesi piuma nella Totip di Umberto Branchini. Disputa il suo primo incontro il 1º dicembre 1984 a Milano contro il francese Francis Aparicio che viene sconfitto al 3º round per KO tecnico. In seguito, per diversi anni, disputa vari incontri sempre con ottimi risultati.
Conquista il titolo di campione mondiale WBO della categoria dei pesi piuma il 28 gennaio 1989. Contro di lui ancora una volta il dominicano Pedro Nolasco ed ancora una volta Maurizio riesce a batterlo, questa volta per abbandono nel corso della sesta ripresa.
Dopo aver difeso la corona contro il venezuelano Angel Mayor, l'11 novembre 1989 nella sua Rimini, viene sconfitto dall'americano Louie Espinoza per abbandono nel corso del settimo round.
Nel 1991, a Sassari, si riappropria del titolo WBO battendo per KOT alla quinta ripresa Armando Juan Reyes. Per più di un anno rimane campione del mondo WBO fino al maggio 1992 quando a Londra abdica contro Colin McMillan.
Nel dicembre 1992, a Clermont Ferrand, conquista il titolo europeo dei pesi piuma battendo il franco-algerino Fabrice Benichou. Difende la cintura per tre match fino a quando venne sconfitto a Boulogne da Herve Jacob a causa di un intervento medico nel corso della undicesima ripresa. A maggio, Maurizio ottiene la sua rivincita e si riprende il titolo per KO alla decima ripresa. Un altro francese, Stefan Haccoun, a settembre dello stesso anno, lo batte per intervento medico e gli porta via il titolo europeo.
Maurizio ha raggiunto i 30 anni ma vuole lasciare il ring a modo suo con una cintura in suo possesso. 
Così il 22 marzo 1995 a San Benedetto del Tronto affronta il campione italiano dei super piuma in carica Athos Menegola battendolo ai punti al 12º round e conquistando quel titolo italiano con il quale Stecca decide di chiudere la sua carriera.

## Maurizio Stecca oggi
Dopo aver deciso di chiudere la carriera agonistica, Maurizio Stecca decide di mettere la sua esperienza al servizio dei giovani pugili. Comincia ad insegnare ai ragazzi nella palestra della Libertas Rimini boxe e diviene presidente di questa società. Lascia questa carica per diventare allenatore a tutti gli effetti. Per fare ciò, serve la tessera della federazione. Stecca frequenta, allora, con successo il corso e diviene prima "aspirante allenatore" e, dal 1988, maestro.
Nel 1996 è commentatore sportivo della Rai per un anno e dal 1990 al 1997 diventa componente fisso di una formazione calcistica di ex atleti che disputa amichevoli per raccogliere fondi a scopo benefico. Poi, arriva l'avversario più temibile: una rara malattia del sangue: l'EPN (emoglobinuria parossistica notturna). Si tratta di una patologia acquisita con la quale Maurizio convive ancora oggi. Questo, però, non gli impedisce di essere protagonista come maestro nel mondo del pugilato e far parte del team della Nazionale italiana dilettanti.
Il 22 marzo 2017 è testimone oculare dell'attentato terroristico a Londra.